# 3101 Голдбергер
3101 Голдбергер (енгл. 3101 Goldberger) је астероид са средњом удаљеношћу од Сунца која износи 1,979 астрономских јединица (АЈ).
Апсолутна магнитуда астероида је 14,2.